# Hannah Aspden
Hannah Elizabeth Aspden es una nadadora estadounidense. Fue la miembro más joven del equipo de natación de EE. UU. en obtener una medalla en los Juegos Olímpicos o Paralímpicos de 2016. Durante la temporada 2019-20 en la Universidad de Queens de Charlotte, rompió dos récords de natación en los 100 metros espalda y 100 metros estilo libre.

## Biografía
Aspen nació en Raleigh, Carolina del Norte, sin su pierna izquierda. Aprendió a nadar a la edad de cuatro años porque quería entrar al fondo de la piscina en el YMCA local. A los 10 años, compitió en su primer encuentro de natación donde conoció a la nadadora paralímpica retirada Elizabeth Stone. Dos años después, fue incluida en la lista del Equipo Emergente de EE. UU. y se convirtió en el miembro más joven de la lista nacional del Equipo de EE. UU. con 13 años de edad.
Asistió a la escuela autónoma Quest Academy para cursar el séptimo y octavo grado antes de asistir a la preparatoria Leesville.

## Carrera
Se clasificó para la lista del equipo de EE. UU., donde competiría en las clasificaciones S9 / SB8 / SM9, en 2014 por un margen de .01 segundos. Como resultado, debutó en la selección nacional en el Campeonato de Natación Pan Pacific 2014, donde obtuvo un registro de 30.47.
Debutó como deportista paralímpica en los Juegos de Verano de 2016, donde se convirtió en la nadadora más joven del equipo de EE. UU. en obtener una medalla en Juegos Olímpicos o Paralímpicos de 2016. Ganó una medalla de bronce en los 100 metros espalda y otro tercer puesto en el combinado de 4 x 100 metros. Al año siguiente, fue convocada para el equipo estadounidense que participó en los Campeonatos del Mundo 2017, y se comprometió a asistir a la Universidad de Queens de Charlotte.
En el Campeonato Pan Pacific Para Swimming 2018, ganó una medalla de plata en el combinado 4 x 100. Al año siguiente, obtuvo una medalla de oro en los 100 m hacia atrás y 400 estilo libre femeninos S9 en los Juegos Parapanamericanos de 2019. Durante el año escolar, participó en seis competencias de natación y rompió dos récords de natación paralímpica estadounidense para los 100 m espalda y 100 m estilo libre.